# Alegeri prezidențiale în Uganda, 2021
Alegeri prezidențiale în Uganda au fost organizate la 14 ianuarie 2021 pentru a alege președintele Ugandei pentru un mandat de cinci ani. Primul tur a avut loc în același timp cu alegerile legislative.